# Paddy Barnes
Patrick "Paddy" Barnes (Belfast, 9 de abril de 1987) é um boxista norte-irlandês. Representou a República da Irlanda nos Jogos Olímpicos de Verão de 2008, realizados em Pequim, na República Popular da China. Competiu na categoria mosca-ligeiro onde conseguiu a medalha de bronze.